# The Four Sections
The Four Sections est un concerto pour orchestre du compositeur américain de musique minimaliste Steve Reich datant de 1987.

## Historique
Le concerto The Four Sections (en français : Les Quatre Parties) fut suggéré par Michael Tilson Thomas lors d'une conversation qu'il a eue avec Steve Reich en 1986. Hésitant dans l'écriture d'une telle pièce qui ne correspondait pas formellement à ses goûts et idées de compositeur, notamment quant à la confrontation du soliste avec l'orchestre, Reich se laisse convaincre lorsque le chef d'orchestre lui propose d'écrire successivement pour les différentes sections qui composent l'orchestre et non pour un instrument unique. Steve Reich reçoit donc la commande de l'œuvre par le San Francisco Symphony pour le 75e anniversaire de madame Ralph Dorfman. Il finit sa composition en août 1987 et The Four Sections est donnée en première mondiale à San Francisco le 7 octobre 1987 sous la direction de Michael Tilson Thomas à qui il est dédié.
La chorégraphe Laura Dean crée en avril 1988, sur cette partition, une pièce donnée par le New York City Ballet.

## Structure
La pièce est écrite pour les quatre sections (cordes, percussions, instruments à vent, et cuivres) d'un orchestre classique :
1. Strings (avec vents et cuivres - lent) ~11 min 25 s
2. Percussion (lent) ~2 min 30 s
3. Winds and Brass (avec cordes - modéré) ~5 min 55 s
4. Full Orchestra (rapide) ~6 min 10 s

L'exécution de l'œuvre dure environ 26 minutes. Le titre réfère aux quatre sections de l'orchestre, mais aussi aux quatre parties de l'œuvre et aux quatre parties harmoniques qui la composent. Le premier mouvement est initié par les premiers violons en trois contrepoints rejoints par les seconds violons et les altos puis par les violoncelles au moment de l'introduction des instruments à vent créant ainsi un ensemble à neuf voix amples et distinctes. Le second mouvement débute de manière abrupte par les vibraphones auxquels se joignent immédiatement deux pianos puis les percussions. Bien que de tempo lent comme le premier mouvement, le second par contraste est très angulaire et rythmé dans son écriture contrairement à l'amplitude douce des cordes du précédent. Le court deuxième mouvement est suivi attacato par l'introduction du hautbois dans le troisième mouvement pour instruments à vent et cuivres. Plus rapide, ce mouvement est divisé en quatre sections harmoniques dédiées à chaque groupe d'instruments. La première section est un trio de hautbois, la seconde de clarinettes, la troisième est double avec les clarinettes et les trompettes, et la dernière s'accélérant est écrite pour un trio de flûtes, clarinettes soutenus par les trompettes et la section des cordes. Le quatrième mouvement, le plus rapide de l'œuvre, regroupe l'ensemble de l'orchestre dans une écriture rythmique et pulsative caractéristique du style du compositeur.

## Enregistrement
- The Four Sections; Music for Mallet Instruments, Voices and Organ, par Michael Tilson Thomas dirigeant l'ensemble Steve Reich and Musicians et le London Symphony Orchestra, Nonesuch Records, 1990.